# Давоян, Артур
Артур Давоян (англ. Artur Davoyan) — американский учёный-инженер, доцент кафедры машиностроения и аэрокосмической техники Калифорнийского университета в Лос-Анджелесе, научный сотрудник NASA NIAC.
Его группа разрабатывает новые материалы для продвижения космических исследований с целью сделать их быстрыми и доступными. В последнее время он возглавляет исследование миссии Extreme Solar Sailing, целью которого является обеспечение возможности проведения быстрых межзвездных зондовых миссий. Он является экспертом в области материаловедения, метаматериалов, фотоники и астронавтики.

## Биография
Получил степень бакалавра в Саратовском государственном университете (Россия) в 2007 году и степень доктора наук в Австралийском национальном университете (2011).
Возглавляя Лабораторию передовых космических систем в Калифорнийском университете в Лос-Анджелесе, Давоян работает над разработкой метаматериалов — передовых материалов с уникальными возможностями, которые можно интегрировать в парус.
Он также возглавляет исследование миссии экстремального солнечного паруса NASA, целью которого является обеспечение возможности быстрых межзвездных зондовых миссий. Давоян также участвует в Breakthrough Starshot — части Breakthrough Initiatives, которая направлена на отправку зонда с лёгким двигателем в звездную систему Альфа Центавра на расстоянии 4,37 световых лет.
Давоян получил премию Early Career Faculty от НАСА.

### Пучково-гранульный двигатель
Концепция пучково-гранульного двигателя (или гранулированный разгонный луч) была выбрана Программой инновационных передовых концепций NASA (NIAC).
Она предполагает новую архитектуру движителя для быстрого перемещения тяжелых (1 тонна и более) грузов через Солнечную систему и в межзвездную среду. Вдохновленные концепцией паруса-луча, создаётся пучок-пеллета (pellet-beam) — пучок микроскопических гиперскоростных (>120 км/с) частиц, приводимых в движение лазерной абляцией. Затем пучок-пеллет толкает космический корабль на желаемые орбиты и пункты назначения, включая быстрые траектории выхода. Иными словами, Давоян предлагает разгонять космические аппараты путём микроскопических высокоскоростных частиц, полученных после преобразования излучения мощного лазера, находящегося на Земле. Эта концепция может стать революцией в освоении человечеством просторов Солнечной системы.